# Monument funéraire de Georges Guët
Le monument funéraire de Georges Guët est un monument funéraire remarquable du cimetière du Père-Lachaise contenant la dépouille de Georges Guët. Il a été classé aux monuments historiques par un arrêté du 18 septembre 1995.